# Cyankali (Wolf)
Cyankali ist ein Schauspiel zum Thema Abtreibung von Friedrich Wolf, das 1929 erschien, quer durch alle Bevölkerungsschichten Aufsehen erregte und auch international erfolgreich war.

## Inhalt
Die zwanzigjährige Hete Fent erwartet ein Kind von ihrem Freund Paul. Obwohl die beiden nicht verheiratet sind und Hete noch bei ihrer Mutter (Mutter Fent) wohnt, wünschen sich beide das Kind. Die Voraussetzungen scheinen günstig, da die jungen Eltern ein gesichertes Einkommen haben. Hete ist Reinigungskraft in den Büros der Werksdirektion, Paul gelernter Heizer, der als Spezialarbeiter an den Hochöfen arbeitet. Da Paul im Werk geschätzt und beliebt ist, wird er zusätzlich als Vertrauensmann in die Kantinenkommission des Werkes gewählt.
Doch wegen Tarifstreitigkeiten kommt es unerwartet zur betrieblichen Aussperrung der Arbeiter. Da auch die Hochöfen und die Büros stillgelegt werden, stehen Paul und Hete auf einen Schlag ohne Einkommen da. Kaum jemand im Arbeiterviertel kann sich nun noch Lebensmittel leisten. Eine befreundete Nachbarin und mehrfache Mutter stürzt sich aus Verzweiflung über ihre erneute Schwangerschaft in dieser Notlage aus dem Fenster in den Tod. Hete erkennt, dass sie und Paul ohne Einkommen das Neugeborene nicht werden ernähren können. Obwohl sie das Kind gerne bekommen würde, sieht sie nun keinen anderen Ausweg als eine Abtreibung. In der Hoffnung auf Hilfe wendet sich Hete an den Hausverwalter Prosnik, welcher ein altes Instrument für Abtreibungen besitzt. Dieser willigt auch ein, es ihr zu überlassen, versucht sie aber zu erpressen, indem er als Gegenleistung Geschlechtsverkehr verlangt. In dieser Situation kommt Paul hinzu. Er entwendet Prosnik das Instrument und nimmt es an sich.
Einige Zeit später sitzen Hete, Mutter Fent und einige andere Hausbewohner am Küchentisch bei Familie Fent und leiden aufgrund der langen Aussperrung bitteren Hunger. Überraschend kommen Paul und sein Freund Max hinzu, die in die Werkskantine eingebrochen sind und Lebensmittel gestohlen haben. Diese verteilen sie unter den hungrigen Hausbewohnern. Nach einem kurzen Moment der Freude stellt sich jedoch heraus, dass Paul und Max wegen des Einbruchs schon von der Polizei verfolgt werden. Sie müssen fliehen und untertauchen. Hete ist nun völlig auf sich gestellt. Sie geht zu dem Arzt Dr. Möller. Dieser entpuppt sich als bestechlich. Er stellt einer gesunden reichen Frau ein Abtreibungsattest über eine medizinische Indikation aus. Da Hete über kein Geld verfügt, um den Arzt bestechen zu können, verweigert er ihr nicht nur jegliche Hilfe, sondern macht ihr zudem schwere Vorwürfe wegen ihres Ansinnens und hält ihr die Strafandrohung des Strafgesetzbuches wörtlich vor.
Paul und Max sind zwischenzeitlich im Kiosk des befreundeten Zeitschriftenhändlers Kuckuck untergekommen. Dort soll Paul auf Hetes Bitten hin das Kind mit dem entwendeten Instrument des Hausverwalters Prosnik abtreiben. Da er dies aber im entscheidenden Moment nicht über sich bringt, unternimmt Hete den Abtreibungsversuch selbst. Sie verletzt sich dabei und erkrankt in der Folge an Kindbettfieber. Einen Arzt kann sie jedoch nicht aufsuchen, da dieser sie wegen der versuchten illegalen Abtreibung bei der Polizei melden könnte. Hetes Verzweiflung wächst. In ihrer Not sucht sie eine Lohnabtreiberin auf und fleht sie an, den Abort vorzunehmen. Als die Abtreiberin jedoch bemerkt, dass Hetes schlechter Gesundheitszustand von einem vorherigen Abtreibungsversuch herrührt, bekommt sie Angst, in die Sache mit hineingezogen zu werden, und setzt das Mädchen vor die Tür. In einem Anflug von Mitleid rät sie Hete noch zur Selbstabtreibung mit wenigen Tropfen Zyankali aus einem Fläschchen, das sie der Schwangeren mitgibt. Hete flüchtet nun zurück zu ihrer Mutter. Diese erklärt sich aus Mutterliebe bereit, ihr bei der Abtreibung zu helfen. Da beide Frauen die Dosierung falsch einschätzen, nimmt Hete eine Überdosis ein. Der Abort gelingt zwar, aber der tödlich vergifteten Hete kann der herbeigerufene Dr. Möller nicht mehr helfen. Vielmehr zeigt der Arzt sie und ihre Mutter wegen der Abtreibung bei der Polizei an. Inzwischen ist auch Paul verhaftet worden. Am Ende des Stückes werden Paul und Mutter Fent nach rücksichtslosem Verhör durch den ermittelnden Kommissar abgeführt, während das sterbende Mädchen allein in seinem Zimmer zurückbleiben muss.

## Hintergrund
Der 45. deutsche Ärztetag in Eisenach stellte 1926 fest, dass „die Zahl der jährlichen Abtreibungen in Deutschland auf 500.000 bis 800.000 geschätzt wird, darunter etwa 10.000 Todesfälle“. Diese Fälle geschahen, bedingt durch Paragraf 218 des Reichsstrafgesetzbuchs, in der Illegalität.

## Rezeption
Cyankali wurde am 6. September 1929 am Berliner Lessingtheater in der Regie Hans Hinrichs uraufgeführt und leitete eine ausgedehnte Diskussion über den Abtreibungsparagrafen § 218 ein. „Die Kritik lobte die realistische Milieuschilderung und die Fähigkeit des Autors, beim Zuschauer Sympathie für seine Figuren nicht nur in ihrem Leiden, sondern auch in ihrem Aufbegehren zu wecken.“ Cyankali stellte das erfolgreichste deutschsprachige Schauspiel der Spielzeit 1929/1930 dar. Die Uraufführungsinszenierung wurde auf einer Tournee in Deutschland, der Schweiz, Österreich und der Sowjetunion gezeigt. Das Drama wurde auch in Städten wie New York, Tokio, Moskau und Paris gespielt.
Der österreichische Filmregisseur Hans Tintner verfilmte das Stück 1930 mit Grete Mosheim für die Atlantis-Film, doch wurde der Film erst nach der Umsetzung zahlreicher Schnittvorgaben für die Kinos freigegeben. Im Februar 1931 wurde Friedrich Wolf zusammen mit der Ärztin Else Kienle kurzzeitig in „Schutzhaft“ genommen und der gewerbsmäßigen Abtreibung beschuldigt. Beide kamen jedoch nach Massenprotesten wieder frei.
Eine zweite Verfilmung von Cyankali unter der Regie Jurij Kramers entstand 1977 in der DDR.